# عترة (النادرة)

تعديل مصدري - تعديل

عترة محلة تابعة لقرية ذودان، التابعة لعزلة الفجرة بمديرية النادرة إحدى مديريات محافظة إب في الجمهورية اليمنية، بلغ تعداد سكانها 94 حسب تعداد اليمن لعام 2004.